# Episodi di Tre nipoti e un maggiordomo (quinta stagione)
La quinta stagione della serie televisiva Tre nipoti e un maggiordomo (Family Affair) è andata in onda negli Stati Uniti dal 17 settembre 1970 al 4 marzo 1971 sulla CBS.
| nº | Titolo originale             | Titolo italiano               | Prima TV USA      | Prima TV italiana | Rete TV     |
| -- | ---------------------------- | ----------------------------- | ----------------- | ----------------- | ----------- |
| 1  | The Good Neighbors           | I buoni vicini                | 17 settembre 1970 | 22 dicembre 1977  | TV Svizzera |
| 2  | Desert Isle, Manhattan Style | L'isola deserta               | 24 settembre 1970 | 5 gennaio 1978    | TV Svizzera |
| 3  | Eastward, Ho!                | Promessa di matrimonio        | 1º ottobre 1970   | 20 giugno 1978    | Rai 1       |
| 4  | Meet Emily                   | Incontro con Emily            | 8 ottobre 1970    | 8 settembre 1977  | TV Svizzera |
| 5  | The Return of Maudie         | Ritorno di fiamma             | 15 ottobre 1970   | 24 giugno 1978    | Rai 1       |
| 6  | It Can't Be Five Years?      | Buon anniversario zio Bill    | 22 ottobre 1970   | 23 marzo 1978     | TV Svizzera |
| 7  | Travels With Cissy           | Gli amori di Cissy            | 29 ottobre 1970   | 5 novembre 1982   | Rai 1       |
| 8  | Stamp of Approval            | Il francobollo dell'amicizia  | 5 novembre 1970   | 29 dicembre 1977  | TV Svizzera |
| 9  | And Baby Makes Eight         | Un bambino in arrivo          | 12 novembre 1970  | 16 marzo 1978     | TV Svizzera |
| 10 | Say Uncle                    | Lezione di pugilato           | 19 novembre 1970  | 1º novembre 1982  | Rai 1       |
| 11 | Class Clown                  | Il buffone in classe          | 26 novembre 1970  | 2 febbraio 1978   | TV Svizzera |
| 12 | The Unsinkable Mr. French    | L'imprevedibile Signor French | 3 dicembre 1970   | 4 novembre 1982   | Rai 1       |
| 13 | Wish You Were Here           | Vorrei che fossi qui          | 10 dicembre 1970  | 23 febbraio 1978  | TV Svizzera |
| 14 | Feat of Clay                 | La statua di creta            | 17 dicembre 1970  | 26 gennaio 1978   | TV Svizzera |
| 15 | Heroes Are Born              | Eroi si nasce                 | 31 dicembre 1970  | 13 settembre 1984 | Rai 1       |
| 16 | Nobody Here But Us Uncles    | Il più forte                  | 7 gennaio 1971    | 2 marzo 1978      | TV Svizzera |
| 17 | Too Late, Too Soon           | Meglio tardi che mai          | 14 gennaio 1971   | 29 ottobre 1982   | Rai 1       |
| 18 | The Littlest Exile           | Il piccolo esiliato           | 21 gennaio 1971   | 2 novembre 1982   | Rai 1       |
| 19 | Put Your Dreams Away         | È stato un sogno              | 28 gennaio 1971   | 15 settembre 1977 | TV Svizzera |
| 20 | The Joiners                  | I soci                        | 4 febbraio 1971   | 9 febbraio 1978   | TV Svizzera |
| 21 | Cinder-Emily                 | Ceneremily                    | 11 febbraio 1971  | 16 febbraio 1978  | TV Svizzera |
| 22 | Goodbye, Mrs. Beasley        | Addio, Signora Beasley        | 18 febbraio 1971  | 9 marzo 1978      | TV Svizzera |
| 23 | Buffy's Fair Lady            | Piccolo Pigmaglione           | 25 febbraio 1971  | 21 giugno 1978    | Rai 1       |
| 24 | You Can Fight City Hall      | Un parco tutto nostro         | 4 marzo 1971      | 26 dicembre 1977  | TV Svizzera |

## I buoni vicini
- Titolo originale: The Good Neighbors
- Diretto da: Charles T. Barton
- Scritto da: John McGreevey

### Trama
- Guest star: Irene Hervey (Mrs. Eldridge), Lou Krugman (Mr. Tobin), David Brandon (Mr. Alcott), Susan Crane (Mrs. Alcott), Olan Soule (Mr. Maxwell), Gene Benton (Mr. Sanderson)

## L'isola deserta
- Titolo originale: Desert Isle, Manhattan Style
- Diretto da: Charles T. Barton
- Scritto da: Elroy Schwartz

### Trama
- Guest star: Ronne Troup (Helen), Carolyn Stellar (Abby), Richard Gates (Larry), Gregg Fedderson (Gregg Bartlett)

## Promessa di matrimonio
- Titolo originale: Eastward, Ho!
- Diretto da: Charles T. Barton
- Scritto da: Henry Garson, Edmund Beloin

### Trama
- Guest star: Irene Tsu (Ming Lee), Brian Fong (Mike), Benson Fong (Eng Ho), Gregg Fedderson (Gregg Bartlett)

## Incontro con Emily
- Titolo originale: Meet Emily
- Diretto da: Charles T. Barton
- Scritto da: Irma Kalish, Austin Kalish

### Trama
- Guest star: Nancy Walker (Emily Turner), Wayne Heffley (Fred), Gregg Fedderson (Gregg Bartlett)

## Ritorno di fiamma
- Titolo originale: The Return of Maudie
- Diretto da: Charles T. Barton
- Scritto da: Henry Garson, Edmund Beloin

### Trama
- Guest star: Laurie Main (Mr. Edgemont), Noel Drayton (Mr. Hardcastle), Owen Cunningham (Mr. Van Buren), Ida Lupino (Lady Maudie Marchwood)

## Buon anniversario zio Bill
- Titolo originale: It Can't Be Five Years?
- Diretto da: Charles T. Barton
- Scritto da: Irma Kalish, Austin Kalish

### Trama
- Guest star: Nancy Walker (Emily Turner), Annette Cabot (Miss Thurston), Len Hendry (uomo), Robert Rhodes (Larry)

## Gli amori di Cissy
- Titolo originale: Travels With Cissy
- Diretto da: Charles T. Barton
- Scritto da: Edmund Beloin, Henry Garson

### Trama
- Guest star: Chuck Hicks (pistolero), Walter Brooke (Bob Griffin), Gregg Fedderson (Gregg Bartlett), Fred Villani (direttore/regista), Aron Kincaid (Steve Hunter)

## Il francobollo dell'amicizia
- Titolo originale: Stamp of Approval
- Diretto da: Charles T. Barton
- Scritto da: Brad Radnitz

### Trama
- Guest star: Lee Meriwether (Claudia Wells), Lisa Gerritsen (Geraldine Haskins)

## Un bambino in arrivo
- Titolo originale: And Baby Makes Eight
- Diretto da: Charles T. Barton
- Scritto da: Austin Kalish, Irma Kalish

### Trama
- Guest star: Jim Henaghan (Walt), Linda Henning (Kathy Prentiss), Nancy Walker (Emily Turner)

## Lezione di pugilato
- Titolo originale: Say Uncle
- Diretto da: Charles T. Barton
- Scritto da: Brad Radnitz

### Trama
- Guest star: Randy Whipple (Steve), Tony Campo (Danny), Clint Howard (Tom Richards), John Lawrence (Mr. Richards), Patti Cohoon (Audrey), Nancy Walker (Emily Turner)

## Il buffone in classe
- Titolo originale: Class Clown
- Diretto da: Charles T. Barton
- Scritto da: Seaman Jacobs, Fred S. Fox

### Trama
- Guest star: Erin Moran (Mary Ellen), Donald Livingston (Luis), Patience Cleveland (Miss Harris), Miguel Monsalve (Salvatore), Joyce Van Patten (Gail Spencer)

## L'imprevedibile Signor French
- Titolo originale: The Unsinkable Mr. French
- Diretto da: Charles T. Barton
- Scritto da: Irma Kalish, Austin Kalish

### Trama
- Guest star: Marj Dusay (Dana Markham), Karl Lukas (Mr. Parker), Henry Hunter (dottor Terrell), Heather Angel (Miss Faversham)

## Vorrei che fossi qui
- Titolo originale: Wish You Were Here
- Diretto da: Charles T. Barton
- Scritto da: Blanche Hanalis

### Trama
- Guest star: Florence Lake (Miss Pringle), Sarah Selby (Mrs. Mallory), Jon Lormer (Mr. Bradley), Vaughn Taylor (Mr. Thompson), Ellen Clark (Mrs. Lacey), Jim Halferty (Alan Bradley)

## La statua di creta
- Titolo originale: Feat of Clay
- Diretto da: Charles T. Barton
- Scritto da: Joseph Hoffman

### Trama
- Guest star: Julie Parrish (Nancy Mason), Adele Claire (donna), Carleton Young (uomo)

## Eroi si nasce
- Titolo originale: Heroes Are Born
- Diretto da: Charles T. Barton
- Scritto da: Stanley Roberts

### Trama
- Guest star: Donald Livingston (Mike), Miguel Monsalve (Rickie Alvarez), Leif Garrett (Bobby Granger), Randy Whipple (Willie), Bill Baldwin (telecronista), Larry Pennell (Ken Granger)

## Il più forte
- Titolo originale: Nobody Here But Us Uncles
- Diretto da: Charles T. Barton
- Scritto da: John McGreevey

### Trama
- Guest star: Joan Freeman (Miss Barry), Gregg Fedderson (Gregg Bartlett), Heather Angel (Miss Faversham)

## Meglio tardi che mai
- Titolo originale: Too Late, Too Soon
- Diretto da: Charles T. Barton
- Scritto da: Irma Kalish, Austin Kalish

### Trama
- Guest star: Heather Angel (Miss Faversham), Peter Duryea (Jim Turner), Nancy Walker (Emily Turner)

## Il piccolo esiliato
- Titolo originale: The Littlest Exile
- Diretto da: Charles T. Barton
- Scritto da: Roland Wolpert

### Trama
- Guest star: Joseph Donte (uomo), Mike Durkin (Eddie), Radames Pera (Johnnie), Charles Lampkin (sovrintendente), Heather Angel (Miss Faversham), Sarita Vara (Elena)

## È stato un sogno
- Titolo originale: Put Your Dreams Away
- Diretto da: Charles T. Barton
- Scritto da: John McGreevey

### Trama
- Guest star: David Ladd (Russ Brooks), Gregg Fedderson (Gregg Bartlett)

## I soci
- Titolo originale: The Joiners
- Diretto da: Charles T. Barton
- Scritto da: Edmund Beloin, Henry Garson

### Trama
- Guest star: Tony Fraser (Alan Dixon), William Challee (Mr. Cooley), Kathy Hilton (Carol), Scott Garrett (Pete), Pamelyn Ferdin (Shirley Dixon)

## Ceneremily
- Titolo originale: Cinder-Emily
- Diretto da: Charles T. Barton
- Scritto da: Walter Blank

### Trama
- Guest star: Nancy Walker (Emily Turner), Peter Duryea (Jim Turner)

## Addio, Signora Beasley
- Titolo originale: Goodbye, Mrs. Beasley
- Diretto da: Charles T. Barton
- Scritto da: Stanley Roberts

### Trama
- Guest star: Georgia Schmidt (Mrs. Beasley), Kym Karath (Wynn Catter), Lori Nelson (dottoressa Joan Blanton)

## Piccolo Pigmaglione
- Titolo originale: Buffy's Fair Lady
- Diretto da: Charles T. Barton
- Scritto da: Burt Styler

### Trama
- Guest star: Teddy Quinn (Kenny), Sundown Spencer (Howard), Kerry MacLane (Bill), Erin Moran (Janet), Lori Loughton (Mary Ann), Victoria Paige Meyerink (Angela Clayton)

## Un parco tutto nostro
- Titolo originale: You Can Fight City Hall
- Diretto da: Charles T. Barton
- Scritto da: Blanche Hanalis

### Trama
- Guest star: Carlos Romero (Mr. Alvarez), John Carter (Councilman Morley), Miguel Monsalve (Rickie Alvarez), Tony Fraser (Peter)